# Valentin Debise
Valentin Debise (Albi, 12 febbraio 1992) è un pilota motociclistico francese.

## Carriera

### Gli inizi
Inizia a correre in moto a 11 anni, con le 50. Nel 2006 giunge 4º nel campionato francese 125 e corre due gare del campionato spagnolo con la Red Bull MotoGP Academy. Nel 2007 termina 4º nella 125 francese e ottiene la sua prima vittoria. Nella stessa stagione disputa due gare nel campionato italiano Classe 125, in sella ad una Honda RS125R ne conclude una al 26º posto e nell'altra si ritira. Nel 2008 è campione francese della classe 125. Sia nel 2007 che nel 2008 usufruisce di wildcard per partecipare al Gran Premio casalingo nella classe 125 del motomondiale, in entrambe le occasioni senza prendere il via alla gara. 

### Motomondiale
Nel 2009 corre quattro Gran Premi come wildcard a bordo di una Honda RS250R del team CIP Moto - GP250 e, dal Gran Premio d'Olanda, diventa pilota titolare nello stesso team, al fianco di Shōya Tomizawa, concludendo la stagione al 21º posto con 18 punti. Nel 2010 viene ingaggiato dal team WTR San Marino con una ADV AT02 nella classe Moto2, senza ottenere punti iridati. Nel 2011 passa al team Speed Up con una FTR M211, ma anche in questa annata non totalizza punti. Nel 2012 partecipa al mondiale Supersport con una Honda CBR600RR del team SMS Racing, ottenendo due piazzamenti a punti e il 28º posto finale. 

### Campionati nazionali
Dal 2016 al 2021 partecipa contemporaneamente, e con successo, alle classi Superbike e Supersport, nel Campionato MotoAmerica Superbike, nell'Internationale Deutsche Motorradmeisterschaft e nel campionato francese. Quest'esperienza raggiunge l'apice con il titolo Superbike conquistato in patria nel 2021.

### Mondiale Supersport
Nel 2020 fa il suo esordio nel campionato mondiale Superbike. Disputa alcune gare, in qualità di pilota sostitutivo, in sella ad una Kawasaki ZX-10R del team Outdo Kawasaki – TPR. Conquista due punti che gli consentono di classificarsi ventisettesimo nel mondiale e diciassettesimo tra gli indipendenti. Nel 2021 disputa alcune gare nel mondiale Supersport, sia come sostituto che come wild card, con il team GMT94. Ottiene ventinove punti che gli consentono di classificarsi al ventesimo posto.
Il 2022 vede Debise pilota titolare nel campionato francese Supersport. In occasione del Gran Premio di Most è chiamato a sostituire l'infortunato Jules Cluzel nel mondiale ottenendo due buoni piazzamenti. Prende parte anche al successivo Gran Premio di Francia, in qualità di wild card, confermandosi su buoni livelli. Chiude il campionato con quasi cinquanta punti al diciassettesimo posto. Nel 2023 è pilota titolare in Supersport con il team GMT94 Yamaha. Ottiene i primi piazzamenti a podio in occasione del Gran Premio di Francia e, con 181 punti si classifica al quinto posto nel mondiale. Nel 2024 passa ad Eavn Bros, migliora rispetto alla stagione precedente classificandosi quarto con sette piazzamenti a podio.

## Risultati in gara

### Motomondiale
| 2007 | Classe | Moto  |  |  |  |  |    |  |  |  |  |  |    |  |  |  |  |  |  |  | Punti | Pos. |
| ---- | ------ | ----- |  |  |  |  | -- |  |  |  |  |  | -- |  |  |  |  |  |  |  | ----- | ---- |
| 2007 | 125    | Honda |  |  |  |  | NP |  |  |  |  |  | NE |  |  |  |  |  |  |  | 0     |      |

| 2008 | Classe | Moto |  |  |  |  |    |  |  |  |  |  |    |  |  |  |  |  |  |  | Punti | Pos. |
| ---- | ------ | ---- |  |  |  |  | -- |  |  |  |  |  | -- |  |  |  |  |  |  |  | ----- | ---- |
| 2008 | 125    | KTM  |  |  |  |  | NP |  |  |  |  |  | NE |  |  |  |  |  |  |  | 0     |      |

| 2009 | Classe | Moto  |  |  |    |    |    |    |    |    |    |    |    |    |    |    |    |    |    |  | Punti | Pos. |
| ---- | ------ | ----- |  |  | -- | -- | -- | -- | -- | -- | -- | -- | -- | -- | -- | -- | -- | -- | -- |  | ----- | ---- |
| 2009 | 250    | Honda |  |  | 20 | 13 | 19 | 17 | 14 | NE | 20 | 19 | 15 | 13 | 14 | 13 | 19 | 13 | 15 |  | 18    | 21º  |

| 2010 | Classe | Moto |    |    |    |    |    |    |    |    |    |    |    |    |    |    |    |    |     |     | Punti | Pos. |
| ---- | ------ | ---- | -- | -- | -- | -- | -- | -- | -- | -- | -- | -- | -- | -- | -- | -- | -- | -- | --- | --- | ----- | ---- |
| 2010 | Moto2  | ADV  | 24 | 31 | 22 | 23 | 26 | 30 | 20 | 16 | NE | 32 | 18 | 22 | 27 | 26 | 20 | 28 | Rit | Rit | 0     |      |

| 2011 | Classe | Moto |    |    |     |    |    |    |     |    |     |    |    |    |    |    |    |     |     |     | Punti | Pos. |
| ---- | ------ | ---- | -- | -- | --- | -- | -- | -- | --- | -- | --- | -- | -- | -- | -- | -- | -- | --- | --- | --- | ----- | ---- |
| 2011 | Moto2  | FTR  | 23 | 30 | Rit | 28 | 20 | 22 | Rit | 18 | Rit | NE | 21 | 30 | 25 | 29 | 21 | Rit | Rit | Rit | 0     |      |

| Legenda | 1º posto        | 2º posto            | 3º posto            | A punti      | Senza punti        | Grassetto – Pole position Corsivo – Giro più veloce |
| Legenda | Gara non valida | Non qual./Non part. | Ritirato/Non class. | Squalificato | '-' Dato non disp. | Grassetto – Pole position Corsivo – Giro più veloce |

### Campionato mondiale Supersport
| 2012 | Moto  |  |  |     |    |   |     |     |    |    |    |  |    |     |  |  |  |  |  |  |  |  |  |  |  | Punti | Pos. |
| ---- | ----- |  |  | --- | -- | - | --- | --- | -- | -- | -- |  | -- | --- |  |  |  |  |  |  |  |  |  |  |  | ----- | ---- |
| 2012 | Honda |  |  | Rit | 23 | 8 | Rit | Rit | 14 | NP | 18 |  | 18 | Rit |  |  |  |  |  |  |  |  |  |  |  | 10    | 28º  |

| 2013 | Moto  |  |  |  |  |  |  |    |    |  |  |  |  |  |  |  |  |  |  |  |  |  |  |  |  | Punti | Pos. |
| ---- | ----- |  |  |  |  |  |  | -- | -- |  |  |  |  |  |  |  |  |  |  |  |  |  |  |  |  | ----- | ---- |
| 2013 | Honda |  |  |  |  |  |  | NP | AN |  |  |  |  |  |  |  |  |  |  |  |  |  |  |  |  | 0     |      |

| 2014 | Moto  |  |  |  |  |  |  |    |    |    |    |     |  |  |  |  |  |  |  |  |  |  |  |  |  | Punti | Pos. |
| ---- | ----- |  |  |  |  |  |  | -- | -- | -- | -- | --- |  |  |  |  |  |  |  |  |  |  |  |  |  | ----- | ---- |
| 2014 | Honda |  |  |  |  |  |  | 16 | 14 | 14 | 17 | Rit |  |  |  |  |  |  |  |  |  |  |  |  |  | 4     | 28º  |

| 2021 | Moto   |  |  |  |  |  |  |  |  |     |   |  |  |     |    |  |  |  |  |  |  |   |   |  |  | Punti | Pos. |
| ---- | ------ |  |  |  |  |  |  |  |  | --- | - |  |  | --- | -- |  |  |  |  |  |  | - | - |  |  | ----- | ---- |
| 2021 | Yamaha |  |  |  |  |  |  |  |  | Rit | 7 |  |  | Rit | NP |  |  |  |  |  |  | 6 | 6 |  |  | 29    | 20º  |

| 2022 | Moto   |  |  |  |  |  |  |  |  |  |  |   |   |   |   |  |  |  |  |  |  |  |  |  |  | Punti | Pos. |
| ---- | ------ |  |  |  |  |  |  |  |  |  |  | - | - | - | - |  |  |  |  |  |  |  |  |  |  | ----- | ---- |
| 2022 | Yamaha |  |  |  |  |  |  |  |  |  |  | 4 | 8 | 7 | 4 |  |  |  |  |  |  |  |  |  |  | 43    | 17º  |

| 2023 | Moto   |    |   |   |     |   |   |   |   |     |     |    |   |     |   |    |    |   |   |    |   |   |     |   |   | Punti | Pos. |
| ---- | ------ | -- | - | - | --- | - | - | - | - | --- | --- | -- | - | --- | - | -- | -- | - | - | -- | - | - | --- | - | - | ----- | ---- |
| 2023 | Yamaha | 13 | 8 | 6 | Rit | 4 | 6 | 8 | 4 | Inf | Inf | 10 | 7 | Rit | 7 | 11 | 13 | 3 | 2 | 10 | 7 | 5 | Rit | 5 | 6 | 181   | 5º   |

| 2024 | Moto   |     |   |   |   |   |    |   |   |   |   |   |   |   |   |    |     |    |   |   |   |     |   |     |   | Punti | Pos. |
| ---- | ------ | --- | - | - | - | - | -- | - | - | - | - | - | - | - | - | -- | --- | -- | - | - | - | --- | - | --- | - | ----- | ---- |
| 2024 | Yamaha | Rit | 5 | 5 | 5 | 3 | 18 | 4 | 3 | 5 | 8 | 2 | 4 | 6 | 3 | 10 | Rit | 21 | 5 | 3 | 4 | Rit | 3 | Rit | 2 | 238   | 4º   |

| 2025 | Moto   |   |     |   |   |     |   |   |     |    |   |   |   |   |    |     |   |  |  |  |  |  |  |  |  | Punti | Pos. |
| ---- | ------ | - | --- | - | - | --- | - | - | --- | -- | - | - | - | - | -- | --- | - |  |  |  |  |  |  |  |  | ----- | ---- |
| 2025 | Ducati | 8 | Rit | 8 | 5 | Rit | 4 | 3 | Rit | NC | 5 | 4 | 3 | 9 | 11 | Rit | 5 |  |  |  |  |  |  |  |  | 119   |      |

| Legenda | 1º posto        | 2º posto            | 3º posto           | A punti      | Senza punti        | Grassetto – Pole position Corsivo – Giro più veloce |
| Legenda | Gara non valida | Non qual./Non part. | Ritirato/Non class | Squalificato | '-' Dato non disp. | Grassetto – Pole position Corsivo – Giro più veloce |

### Campionato mondiale Superbike
| 2020 | Moto     |  |  |  |  |  |  |  |  |  |  |  |  |  |  |  |    |    |     |    |    |    |  |  |  |  |  |  |  |  |  |  |  |  |  |  |  |  |  |  |  |  |  | Punti | Pos. |
| ---- | -------- |  |  |  |  |  |  |  |  |  |  |  |  |  |  |  | -- | -- | --- | -- | -- | -- |  |  |  |  |  |  |  |  |  |  |  |  |  |  |  |  |  |  |  |  |  | ----- | ---- |
| 2020 | Kawasaki |  |  |  |  |  |  |  |  |  |  |  |  |  |  |  | 20 | 14 | Rit | 14 | 16 | 17 |  |  |  |  |  |  |  |  |  |  |  |  |  |  |  |  |  |  |  |  |  | 2     | 27º  |

| Legenda | 1º posto        | 2º posto            | 3º posto           | A punti      | Senza punti        | Grassetto – Pole position Corsivo – Giro più veloce |
| Legenda | Gara non valida | Non qual./Non part. | Ritirato/Non class | Squalificato | '-' Dato non disp. | Grassetto – Pole position Corsivo – Giro più veloce |